# 1 Rosyjska Armia Narodowa
1 Rosyjska Armia Narodowa (niem. 1. Russische Nationalarmee, ros. 1-я Русская Национальная Армия) – rosyjska kolaboracyjna formacja zbrojna w służbie Niemiec podczas II wojny światowej.

## Zarys historii
Na początku lipca 1941 niemiecki wywiad wojskowy Abwehra utworzył spośród emigrantów rosyjskich i jeńców z Armii Czerwonej szkolny batalion pod nazwą „Lehrbataillon für Feind-Abwehr und Nachrichtendienst” w składzie Grupy Armii „Północ”. W jego ramach prowadzono szkolenie w zakresie zdobywania informacji o przeciwniku. Dowódcą został biały emigrant rosyjski Boris Smysłowski, który służył w Abwehrze w stopniu Hauptmanna (kapitana). Początkowo przewagę w batalionie mieli porewolucyjni emigranci, ale w krótkim czasie większość zaczęli stanowić byli sowieccy jeńcy wojenni.
Niemcy w ciągu 1942 sformowali w sumie 12 takich batalionów, liczących ogółem około 10 tysięcy ludzi, i połączyli je w jedno zgrupowanie zwane Sonderdivision „R” (Dywizja Specjalna „R” – od Rosji). Miała ona zwalczać sowiecką partyzantkę i przeprowadzać działania wywiadowczo-dywersyjne na tyłach Armii Czerwonej. Jej dowódcą był w dalszym ciągu Smysłowski, awansowany do stopnia podpułkownika. Jednostka podlegała tzw. Sonderstabowi „R” z siedzibą w okupowanej Warszawie. Była to zakamuflowana struktura wywiadowcza, działająca pod szyldem firmy budowlanej, której celem była walka z sowieckim ruchem oporu. Na jej czele stał Boris Smysłowski. W grudniu 1943 Niemcy rozformowali Sonderstab „R” i Sonderdivision „R”, zaś Smysłowski trafił do aresztu domowego pod zarzutem działania na dwie strony.
Wobec klęsk na Wschodzie niemieckie władze wojskowe zmieniły koncepcję jej użycia. Po wypuszczeniu Smysłowskiego na wolność pod koniec 1944, jego jednostka wojskowa została odtworzona i po dodatkowym naborze i przeszkoleniu przekształcona w zwykłą formację piechoty pod nazwą 1 Rosyjska Dywizja Narodowa. Pod koniec stycznia 1945 ze względu na ofensywę Armii Czerwonej przemaszerowała z Breslau do Bad Elster pod Dreznem. 12 lutego tego roku otrzymała kryptonimową nazwę „Grüne Armee zur besonderen Verwendung” (Zielona Armia do Zadań Specjalnych). Jednakże już 4 kwietnia zmieniono jej nazwę na 1 Rosyjską Armię Narodową. Otrzymała ona status siły sojuszniczej w stosunku do armii niemieckiej. Jednocześnie Smysłowski został awansowany do stopnia generała majora. Formacja liczyła wówczas około 6 tysięcy żołnierzy. Szefem sztabu był płk Siergiej Riasnianski. W jej skład wchodziły dwa pułki piechoty: 1 pp – dowódca ppłk Tarasow-Soboliew i 2 pp – dowódca ppłk Bobrikow.
Ostatni okres wojny Armia spędziła na obszarze Austrii, walcząc z Armią Czerwoną. 18 kwietnia gen. Smysłowski wydał rozkaz odwrotu na zachód. Z powodu nalotów lotniczych i dezercji formacja rozproszyła się. W ostatnich dniach działań wojennych 494 osób, w tym 462 żołnierzy, 30 kobiet i 2 dzieci wraz z gen. Smysłowskim dotarło do granic neutralnego Liechtensteinu, na terytorium którego zostali rozbrojeni i internowani. W wyniku silnych nacisków sowieckich i działalności misji repatriacyjnej, która namawiała ich do powrotu do ZSRR, około 200 Rosjan na to się zdecydowało. Wszyscy zostali wymordowani, prawdopodobnie na Węgrzech. Pozostali zostali w Liechtensteinie lub jesienią 1947 wyemigrowali, głównie do Argentyny.

## Upamiętnienie
Epizod z dziejów 1 Rosyjskiej Armii Narodowej związany z Liechtensteinem stał się kanwą francusko-polskiego filmu fabularnego z 1993 pt. „Wiatr ze wschodu”, którego reżyserem był Robert Enrico.